# Howard Taylor
John Howard Taylor (Londra, 30 giugno 1861 – Melbourne, 1º ottobre 1925) è stato un velista britannico.
Partecipò ai giochi della II Olimpiade di Parigi nel 1900, in cui vinse una medaglia d'oro nella seconda gara della classe da tre a dieci tonnellate, a bordo dello yacht Bona Fide. Vinse anche una medaglia di bronzo nella prima gara della classe da tre a dieci tonnellate a bordo di Frimousse, ma questa gara è considerata non olimpica.

## Palmarès
| Anno | Manifestazione | Sede   | Evento          | Risultato |
| ---- | -------------- | ------ | --------------- | --------- |
| 1900 | Olimpiadi      | Parigi | Classe 3-10 ton | Oro       |